# Bistum Oakland
Das Bistum Oakland (lateinisch Dioecesis Quercopolitana, englisch Diocese of Oakland) ist eine in den Vereinigten Staaten gelegene römisch-katholische Diözese mit Sitz in Oakland, Kalifornien.

## Geschichte
Eine erste katholische Missionsstation im Gebiet des heutigen Bistums Oakland entstand gegen Ende des 18. Jahrhunderts. 1836 wurden die kalifornischen Missionsstationen durch Mexiko säkularisiert; erst in den 1840er-Jahren entstand im Gebiet des heutigen Bistums wieder kirchliches Leben.
Das Bistum Oakland wurde schließlich am 13. Januar 1962 durch Papst Johannes XXIII. mit der Apostolischen Konstitution Ineunte vere aus Gebietsabtretungen des Erzbistums San Francisco errichtet und diesem als Suffraganbistum unterstellt.
Im Mai 2023 meldete die Diözese Insolvenz an; die Anzahl der Klagen wegen Missbrauchs habe die finanziellen Ressourcen des Bistums überstiegen.

## Territorium
Das Bistum Oakland umfasst die im Bundesstaat Kalifornien gelegenen Gebiete Alameda County und Contra Costa County.

## Bischöfe von Oakland
- Floyd Lawrence Begin, 1962–1977
- John Stephen Cummins, 1977–2003
- Allen Vigneron, 2003–2009, dann Erzbischof von Detroit
- Salvatore Joseph Cordileone, 2009–2012
- Michael C. Barber SJ, seit 2013